# 中野照夫
中野テルヲ（日语：中野テルヲ，曾用艺名中野照夫，1963年8月12日—），是一位日本的音乐家、作曲家、编曲家。生于东京都。
1986年，他加入了平泽进为首的Techno-pop乐队P-MODEL，以此为契机正式开始了音乐人的生涯。最初使用本名中野照夫（读音与相同），1990年加入LONG VACATION时改为现在的艺名。此后曾与多位音乐家合作。
他以在演奏中使用电脑、超声波传感器和短波收音机等独特的表演风格为人所知。
他是漫画·动画《K-ON！輕音部》中的角色中野梓的姓氏来源。

## 略历
- 1984年，中野照夫请平泽进试听了自己的样本卡带，此后他担任助手为P-MODEL搬运器材[2]。参与了旬和SCUBA的创作。在横川理彦加入P-MODEL之前也有时为P-MODEL弹奏贝斯。
- 1986年，中野照夫以贝斯手的身份加入P-MODEL。当时因为横川理彦和三浦俊一同时退出，平泽进允许他在贝斯和键盘两者中二选一[2]。
- 1987年，P-MODEL开始创作专辑《Monster》（日语：モンスター），尽管CALL UP HERE等三首歌已创作完成，因为与唱片公司的契约有一些问题，最终专辑没能发表。
- 1988年，P-MODEL的演唱会录影带《三界的人体地图》（日语：三界の人体地図）发布。此后P-MODEL进入冻结期。中野照夫加入三浦俊一的乐队“立体镜”（日语：ステレオスコープ，后改名为Sonic Sky）担任贝斯手。
- 1991年，与KERA（日语：ケラリーノ・サンドロヴィッチ）（有顶天乐队（日语：有頂天_(バンド)）前成员）、みのすけ（日语：みのすけ）（筋肉少女带前成员）建立流行乐和Techno乐队LONG VACATION（日语：LONG VACATION）。担任的乐器是电脑和合成器等[1]。乐队共发表了《LONG VACATION'S POP》、《SUMMER LOVERS》等25部作品。在加入LONG VACATION之后他改用艺名。
- 1995年，LONG VACATION宣布直到21世纪会一直停止活动。中野テルヲ开始个人创作。
- 1996年，发表了第一张个人专辑《User Unknown》。1997年1月，在涩谷ON AIR WEST（日语：Shibuya O-WEST）举行CD发售纪念演唱会。表演中他展示了使用传感器探测手刀切割的动作，实时控制显示的图像和播放的声音的表演方式[1]。
- 1999年3月，他开始在因特网上发布自己的音乐。发售了《Winter Mute part II》等4首MP3乐曲[3]。这些作品在2001年作为《1/1 Loading Plan》系列分别发布了单曲CD（《RAM Running》的编曲与MP3版本不同）。这些单曲CD仅售400日元，曾被收录于周刊SPA!（日语：SPA!）的2001年11月21日号的《超低价文化商品特辑》（日语：激安カルチャー商品コレクション）中。
- 1999年，参与平泽进在涩谷ON AIR EAST举办的演唱会的演出。
- 2001年，加入。2001年4月7日在涩谷O-nest的演出中曾发布样本CD-R《Graphite.4.56》。中野在其中担任electronics。
- 2003年8月，在于画廊“tray”举办的高桥芳一《UTS展》中与高桥芳一共同演奏UTS。之后长期没有公开的演出。后来他解释说主要是因为器材过于复杂，不便于现场表演[4]。
- 2009年10月，在新宿LOFT举办的长达一个月的演出活动“DRIVE TO 2010”中，于“平泽进presents”（平沢進プレゼンツ）专题日中演出。睽违8年之久的舞台演出中，他仍然保持了经典的手刀演奏风格。器材较以往轻便化，而风格更倾向于dub。此后他的演出十分频繁。

## 乐器

### Talbo贝斯
从P-MODEL时代以来使用至今的较稀有的Talbo贝斯。尽管LONG VACATION时代以后很少作为贝斯手出现，在2010年他与折茂昌美（Shampoo）的二人组合的表演中久违的使用了Talbo贝斯。

### 自制乐器
LONG VACATION时期，曾使用前P-MODEL成员高桥芳一开发、制作的称为UTS（Under Techno System）的乐器群演奏。以手刀配合超声波传感器的演奏，通称“手刀演奏”是中野テルヲ的代名词。
1994年，与HIKASHU的坂出雅海一同进行电子乐器和传感器的实验性演奏。
1995年，与古村昌史合作互动性软件《UHLANDSTR ENDLESS1～6》。以Macintosh系统的软盘为载体发布。其中4-6在1998年起网站上有销售。
1995年，参加了在Intercommunication Center举办的活动，展示了名为NICE POSE1的作品。是将全身悬挂在钢索上，通过姿势触发传感器响应来控制的乐器。

### Skysensor
中野经常在演出中将Skysensor（索尼制收音机）作为噪声发生器。《Let's Go Skysensor》就是以此得名。具体型号是ICF-5900。

## 作品

### 概要
P-MODEL
ONE PATTERN （1987年 ALFA RECORDS）
 （1988年 MODEL HOUSE） - VHS
1996年再发行 （DIW/SHUN）、2005年以DVD形式 （TESLAKITE, CHTE-0032）第三次发行
Sonic Sky
Sonic Sky （1989年 MIRACLE BOX, MBC-001-CD）
LONG VACATION
共25部作品

（2012年10月5日 Beat Surfers Inc. BS-1005）

### 个人专辑
- User Unknown （1996年12月 DIW/SYUN, SYUN-015）
- Dump Request 99-05 （2005年12月 SEAL-S FLOOR, SE01）
- Signal/Noise （2011年4月27日 , DDCH-2325）
- Oscillator and Spaceship （2012年3月21日 , DDCH-2330）
- Deep Architecture （2013年8月21日 , DDCH-2339）

### 个人作品
- MP3
  - Winter Mute （part II） （1999年3月）
  - Winter Mute （part I） （1999年4月）
  - Let's Go Skysensor （1999年12月）
  - RAM Running （2001年6月）

- 1/1 Loading Plan - 单曲CD
  - Winter Mute （part I） （2001年6月 SEAL-S FLOOR, LOAD-0001）
  - Winter Mute （part II） （2001年6月 SEAL-S FLOOR, LOAD-0002）
  - Let's Go Skysensor （2001年6月 SEAL-S FLOOR, LOAD-0003）
  - RAM Running （2001年6月 SEAL-S FLOOR, LOAD-0004）

- Pilot Run  - 自主制作CD-R
  - Pilot Run vol.1 （2009年11月）
  - Pilot Run vol.2 （2010年6月）

- Live at Shibuya Nest 1998062021 （2010年5月） - 以纯乐器为主的现场专辑 （CD-R）

- （1993年5月 POR SUPUESTO RECORDS, STAP-0312） - 调频广播节目“特洛伊木马”（日语：トロイの木馬）（主持人加藤賢崇（日语：加藤賢崇））所企划的多人选集（日语：オムニバス）
  - M11: Imagine
- MUSIQUE NON STOP ～A TRIBUTE TO KRAFTWERK （1998年9月 , TOCT-10455）
  - M2: Computer Love
- - M3: Amp-Amplified
  - M7: Raindrops Keep Fallin' On My Desktop

- My Demolition Work - 《Signal/Noise》共9首乐曲。本人remix，每3曲作为一张单曲发布
  - My Demolition Work Vol.1 （2011年6月4日 Beat Surfers Inc.）
  - My Demolition Work Vol.2 （2011年7月23日 Beat Surfers Inc.）
  - My Demolition Work Vol.3 （2011年11月3日 Beat Surfers Inc.）

- Universal Constructor - 单曲CD
  - Universal Constructor Vol.1 （2012年8月11日 Beat Surfers Inc.）
  - Universal Constructor Vol.2 （2012年11月15日 Beat Surfers Inc.）

### 游戏音乐
- SOUND OF TOWER （1995年12月 東芝EMI）  - 高层建筑模拟游戏《TOWER》 OST
  - 「TOP OF TOWER」 -
- SEGA Virtual Fighter & Virtual Fighter 2 （1996年1月 東芝EMI, TYCY-5480･81）
- 完全中継プロ野球グレイテストナイン（日语：完全中継プロ野球グレイテストナイン） （SEGA）
- セガ･ラリー（日语：セガラリーチャンピオンシップ） （SEGA）
- すごろクエスト ダイスの戦士たち（日语：すごろクエスト ダイスの戦士たち） （Technōs Japan）
- WWFスーパースター （Technōs Japan）